# Sara a Nossa Terra
Sara a Nossa Terra é o segundo álbum de estúdio do Koinonya, gravado e lançado em 1989.
Gravado na mesma casa localizada em Goiânia em que Aliança (1988) foi produzida, o grupo novamente teve Asaph Borba e Gerson Ortega para contribuir na parte técnica. Asaph, além disso, também atua nos vocais. As composições são autorais e inclui uma letra de Kleber Lucas, cantor que estrearia nos vocais da banda a partir do álbum seguinte.

## Faixas
1. "Sara Senhor Esta Nação"
2. "Chama de Luz"
3. "Subirei ao Monte"
4. "Filha de Jerusalém"
5. "Sacrifícios"
6. "Quão Incapaz Eu Sou"
7. "Continuar"
8. "Mais que Vencedor"
9. "O Grande “Eu Sou”"
10. "Maior é Cristo"
11. "Os Pequeninos"